# Jacek Ziober
Jacek Ziober (n. Łódź, 8 de noviembre de 1965) es un exfutbolista polaco que jugaba en la demarcación de delantero. Actualmente es el entrenador de la selección de fútbol playa de Polonia.

## Biografía
Hizo su debut como futbolista en 1982 con el ŁKS Łódź a los 17 años de edad. Permaneció en el club durante ocho temporadas, llegando a marcar 30 goles en 202 partidos jugados. Durante su estancia en el club fue elegido futbolista Polaco del año al final de la temporada 1989/1990. En 1990 se trasladó a Francia para fichar por el Montpellier HSC para los tres años siguientes. Tras jugar 122 partidos y haber marcado 21 goles, el CA Osasuna se hizo con sus servicios para las tres temporadas siguientes, marcando 15 goles en 61 partidos. En 1996 volvió a Polonia para jugar en el Amica Wronki. Finalmente, tras una temporada, fue traspasado al Tampa Bay Mutiny estadounidense, donde se retiró como futbolista en 1998 a los 33 años de edad. Tras su retiro, Ziober se convirtió en el entrenador de la selección de fútbol playa de Polonia, desde 2003 hasta 2007.

## Clubes
| Club             | País           | Año         | Partidos | Goles |
| ---------------- | -------------- | ----------- | -------- | ----- |
| ŁKS Łódź         | Polonia        | 1982 - 1990 | 202      | 30    |
| Montpellier HSC  | Francia        | 1990 - 1993 | 122      | 21    |
| CA Osasuna       | España         | 1993 - 1996 | 61       | 15    |
| Amica Wronki     | Polonia        | 1996 - 1997 | 15       | 5     |
| Tampa Bay Mutiny | Estados Unidos | 1998        | 3        | 0     |

## Palmarés

### Distinciones individuales
| Título                    | Club     | País    | Año  |
| ------------------------- | -------- | ------- | ---- |
| Futbolista Polaco del año | ŁKS Łódź | Polonia | 1990 |